# Olympic Park Velodrome
Das Olympic Park Velodrome war eine Radrennbahn in Melbourne, Australien.

## Geschichte
Anlässlich der Olympischen Sommerspiele 1956 wurde im Olympic Park ein Radstadion errichtet. Die Bahn war 333,5 Meter lang und war von einer Tribüne mit 4400 Sitzplätzen umgeben. Zusätzlich wurde für die Olympischen Spiele eine temporäre Tribüne mit 3500 weiteren Sitzplätzen errichtet. 1972 wurde die Radrennbahn abgerissen.